# クリス・ダーキン
クリス・ダーキン（2000年2月8日 - ）は、アメリカ合衆国のサッカー選手。ポジションはMF。セントルイス・シティSC所属。

## 経歴
2016年6月14日、D.C. ユナイテッドと契約した。2018年3月3日のオーランド・シティSC戦でMLSデビューを果たした。同年、MLS内の22歳以下の選手の中で、最も優秀な選手を決めるランキングで14位に入った。
2019年8月30日、ジュピラー・プロ・リーグのシント＝トロイデンVVに期限付き移籍することが決まった。12月7日のクラブ・ブルッヘ戦でリーグデビューをすると、2020年5月7日には同クラブに完全移籍した。
2022年3月25日、古巣のD.C. ユナイテッドへ復帰した。
2023年12月12日、セントルイス・シティSCへのトレードが発表された。

## プレースタイル
中長距離のパスを得意とし、ボール奪取に長けている。
危険なタックルも厭わない攻撃的なプレーを好むことから、対戦相手から批判を受けることも多い。